# Yesh Atid
Yesh Atid (en hebreo : יֵשׁ עָתִיד, Hay un futuro) es un partido político israelí laicista y centrista, fundado en 2012 por el periodista Yair Lapid.
El partido se convirtió en la segunda fuerza política tras las elecciones legislativas en Israel de 2013, con 19 diputados en el Knesset (12 menos que la coalición Likud Yisrael Beiteinu). En las elecciones legislativas de marzo del 2015 quedó en cuarto lugar con 11 diputados. El partido se ha negado a apoyar el gobierno de Benjamin Netanyahu y forma parte de la oposición parlamentaria israelí.
Yair Lapid, el fundador del partido, afirma que Yesh Atid busca representar lo que denomina la mayoría de la sociedad israelí: la clase media de ideología laicista. Buscar reformar el sistema de gobierno y terminar con las exenciones a judíos ultraortodoxos, obligándolos a realizar el servicio militar obligatorio. Además, el partido se ha mostrado favorable a crear un proceso de paz renovado con Palestina. Como primera medida a favor de la paz en la región, se ha comprometido a detener inmediatamente la construcción de nuevos asentamientos israelíes. También está a favor de la igualdad entre todas las ramas del judaísmo existentes en Israel, incluyendo los reformistas, los conservadores, los reconstruccionistas y los humanistas. Para promover esta posición, el partido se ha mostrado favorable a que todas las ramas del judaísmo reciban subvenciones públicas de una manera similar a los fondos que recibe el Gran Rabinato de Israel, de corte ortodoxo. Yesh Atid también está a favor de hacer del matrimonio civil el principal procedimiento de contraer matrimonio en Israel, y de extender el matrimonio hacia las personas del mismo sexo, lo que convertiría a Israel en el segundo país de toda Asia en permitir este tipo de uniones (después de Taiwán).

## Historia
En enero de 2012, Yair Lapid, hijo del periodista Yosef Lapid, anunció su entrada en la política y la creación de un partido para las siguientes elecciones. Los reglamentos internos y estatutos del partido, dan todos los poderes a Yair Lapid y garantizan que seguirá como presidente del partido hasta al menos el año 2020, lo que ha sido criticado por muchos observadores y figuras políticas israelíes.
Entre los 100 fundadores del partido no hay ninguna influencia política.
En el contexto político israelí de 2012, el punto del programa que recibió la mayor atención es el relativo a la obligación de los jaredíes de hacer el servicio militar (o civil) en las Fuerzas de Defensa de Israel.

## Resultados electorales
|  | 14.33 % |

|  | 8.82 % |

|  | 13.93 % |

|  | 17.78 % |

## Programa e ideología
El programa del partido cuenta con ocho puntos. Los otros siete son: mejorar la vida cotidiana de los residentes, un cambio en el sistema de gobierno, lucha contra la corrupción, mejora del crecimiento económico, adopción de una ley sobre educación elaborada en colaboración con los sindicatos de profesores y para eliminar la mayoría de los exámenes de Bagrut y permitir una mayor autonomía a las escuelas, una constitución que resuelva las difíciles relaciones entre distintos grupos poblacionales, un acuerdo de paz con Palestina sobre la base de la solución de "dos pueblos, dos estados", a la vez que apoya el mantenimiento de las grandes colonias y garantiza que Israel sigue siendo predominantemente judío.